# Mark Zabel
Mark Zabel (Magdeburgo, 12 de agosto de 1973) es un deportista alemán que compitió en piragüismo en la modalidad de aguas tranquilas.
Participó en tres Juegos Olímpicos, entre los años 1996 y 2004, obteniendo en total 3 medallas: oro en Atlanta 1996 y plata en Sídney 2000 y en Atenas 2004. Ganó 13 medallas en el Campeonato Mundial de Piragüismo entre los años 1995 y 2003, y 3 medallas en el Campeonato Europeo de Piragüismo entre los años 2000 y 2001.

## Palmarés internacional
| Juegos Olímpicos   | Juegos Olímpicos             | Juegos Olímpicos  | Juegos Olímpicos |
| Año                | Lugar                        | Medalla           | Competición      |
| ------------------ | ---------------------------- | ----------------- | ---------------- |
| 1996               | Atlanta (Estados Unidos)     | Medalla de oro    | K4 1000 m        |
| 2000               | Sídney (Australia)           | Medalla de plata  | K4 1000 m        |
| 2004               | Atenas (Grecia)              | Medalla de plata  | K4 1000 m        |
| Campeonato Mundial |                              |                   |                  |
| Año                | Lugar                        | Medalla           | Competición      |
| 1995               | Duisburgo (Alemania)         | Medalla de oro    | K4 1000 m        |
| 1995               | Duisburgo (Alemania)         | Medalla de plata  | K4 500 m         |
| 1995               | Duisburgo (Alemania)         | Medalla de bronce | K4 200 m         |
| 1997               | Dartmouth (Canadá)           | Medalla de oro    | K4 1000 m        |
| 1997               | Dartmouth (Canadá)           | Medalla de plata  | K4 500 m         |
| 1997               | Dartmouth (Canadá)           | Medalla de bronce | K4 200 m         |
| 1998               | Szeged (Hungría)             | Medalla de oro    | K4 500 m         |
| 1998               | Szeged (Hungría)             | Medalla de oro    | K4 1000 m        |
| 1999               | Milán (Italia)               | Medalla de oro    | K4 500 m         |
| 1999               | Milán (Italia)               | Medalla de plata  | K4 1000 m        |
| 2001               | Poznań (Polonia)             | Medalla de oro    | K4 1000 m        |
| 2002               | Sevilla (España)             | Medalla de plata  | K4 1000 m        |
| 2003               | Gainesville (Estados Unidos) | Medalla de bronce | K4 1000 m        |
| Campeonato Europeo |                              |                   |                  |
| Año                | Lugar                        | Medalla           | Competición      |
| 2000               | Poznań (Polonia)             | Medalla de oro    | K4 500 m         |
| 2000               | Poznań (Polonia)             | Medalla de oro    | K4 1000 m        |
| 2001               | Milán (Italia)               | Medalla de plata  | K4 1000 m        |